# إغرغر (آيت أوزين)
إغرغر هو دُوَّار يقع بجماعة اغريس لعلوي، إقليم الرشيدية، جهة درعة تافيلالت في المملكة المغربية. ينتمي الدوّار لمشيخة آيت أوزين التي تضم 5 دواوير. يقدر عدد سكانه بـ 968 نسمة حسب الإحصاء الرسمي للسكان والسكنى لسنة 2004.

## روابط خارجية
- البوابة الوطنية للجماعات الترابية
- المندوبية السامية للتخطيط